# British Rail Class 142
British Rail Class 142 "Pacer" - typ spalinowych zespołów trakcyjnych budowanych w latach 1985-1987 przez zakłady BREL w Derby we współpracy z firmą Leyland. Wyprodukowano 96 zestawów, z czego 94 do dziś pozostaje w eksploatacji. Ich właścicielem jest firma leasingowa Angel Trains, która dzierżawi jest obecnie trzem przewoźnikom: Arriva Trains Wales, First Great Western i Northern Rail.